# Anna Jaraczówna

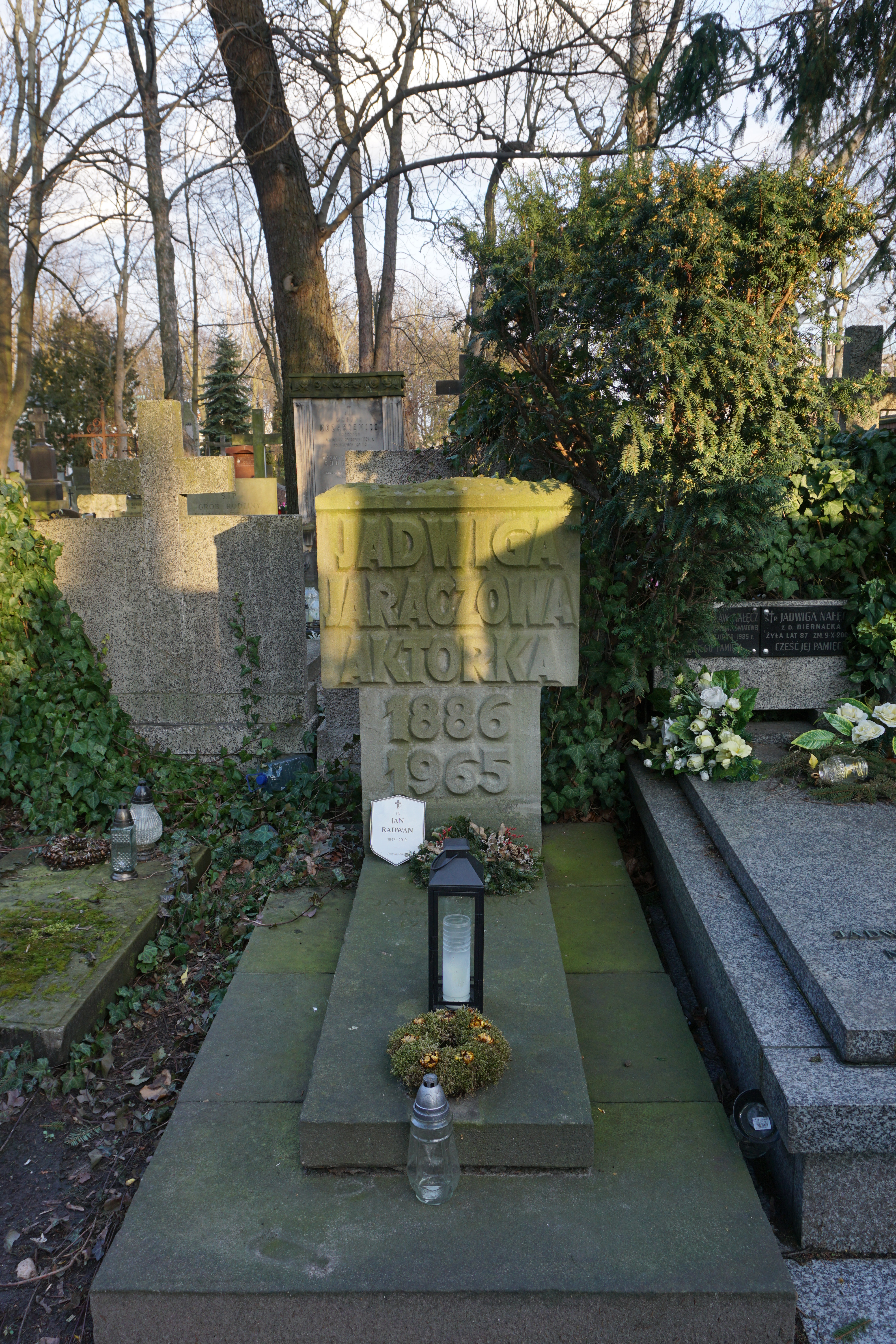
Grób Anny Jaraczówny na cmentarzu Powązkowskim

Anna Jaraczówna (ur. 28 maja 1916 w Moskwie, zm. 4 maja 1979 w Warszawie) – polska aktorka. Córka aktora Stefana Jaracza i aktorki Jadwigi Daniłowicz-Jaraczowej, babka aktora Mikołaja Radwana.

## Życiorys
Debiutowała w filmie jako dziecko. Przed wojną występowała w Teatrze Nowa Komedia (1933–1935) i Teatrze Ateneum (1935–1939) w Warszawie. Jesienią 1944 roku przeniosła się do Krakowa i grała w jawnym Teatrze Powszechnym. W 1945 r. pracowała w Teatrze Miejskim w Lublinie, a następnie w Teatrze Wojska Polskiego w Łodzi (sezon 1946/1947). W 1948 roku powróciła do Warszawy i związała się z Teatrem Nowym (1948–1952) i ponownie z Teatrem Ateneum (1952–1979). Spoczywa na cmentarzu Powązkowskim w Warszawie (kwatera 169-6-23).

## Filmografia
- Krysta (1919)
- Dziewczęta z Nowolipek (1937) jako Kwiryna
- Moi rodzice rozwodzą się (1938) jako Lusia
- Ostatni etap (1947) jako Kapo
- Pożegnanie z diabłem (1956) jako Bartoszkowa
- Historia współczesna (1960) jako matka
- Spotkania w mroku (Begegnung im Zwielicht, 1960) jako Polka na robotach w Niemczech
- Wyrok (1962) jako sąsiadka Rozalia Mazur
- Pasażerka (1963) jako Kapo
- Kiedy miłość była zbrodnią (1967) jako przestraszona kobieta
- Zbrodniarz, który ukradł zbrodnię (1969) jako sąsiadka Ewy Salm prowadząca melinę
- Lokis. Rękopis profesora Wittembacha (Lokis, 1970) jako służąca hrabiny Szemiotowej
- Agnieszka (1972) jako ciotka Wikcia
- Przejście podziemne (1973) jako babcia klozetowa
- Zapamiętaj imię swoje (1974) jako więźniarka obozu w Oświęcimiu
- Bilans kwartalny (niewymieniona w czołówce, 1974)
- Jarosław Dąbrowski (1975) jako kobieta podająca wodę
- Mała sprawa (1975) jako sprzątaczka Jakubowska
- 07 zgłoś się (1976–1987) jako sąsiadka Malickich (gościnnie)
- Brunet wieczorową porą (1976) jako Janina Mars, sąsiadka Romanów
- Polskie drogi (1976) jako kobieta w tłumie (gościnnie)
- Ciuciubabka (1977) jako pani Władzia, gosposia Piotra
- Gdzie woda czysta i trawa zielona (1977) jako staruszka
- Rebus (1977) jako babcia
- Wielki podryw (1978) jako babcia klozetowa
- Ty pójdziesz górą - Eliza Orzeszkowa (1978) jako chłopka
- Pejzaż horyzontalny (1978) jako kwiaciarka
- Szpital Przemienienia (1978) jako chora w szpitalu
- Golem (1979) jako staruszka
- Tajemnica Enigmy  (1979) jako stara Francuzka, u której Rejewski z Zygalskim noszą węgiel (gościnnie)

## Odznaczenia i nagrody
- Odznaka honorowa "Za Zasługi dla Warszawy" (1966)
- Krzyż Kawalerski Orderu Odrodzenia Polski (1979)